# Bye Bye Brasil
Pour plus de détails, voir Fiche technique et Distribution.
Bye Bye Brasil est un film brésilien réalisé par Carlos Diegues, sorti en 1980. Il fait partie de la sélection officielle au Festival de Cannes 1980.
En novembre 2015, le film est inclus dans la liste établie par l'Association brésilienne des critiques de cinéma (Abraccine) des 100 meilleurs films brésiliens de tous les temps.

## Synopsis
Salomé, Lorde Cigano et Andorinha sont trois artistes itinérants qui parcourent le pays avec la Caravana Rolidei en faisant des spectacles pour les plus pauvres qui n'ont pas de télévision. L'accordéoniste Ciço et son épouse Dasdô les rejoignent alors qu'ils s'engagent sur la Transamazonienne pour rejoindre Altamira.

## Fiche technique
- Titre français : Bye Bye Brasil
- Réalisation : Carlos Diegues
- Scénario : Carlos Diegues et Leopoldo Serran
- Pays d'origine : Brésil
- Langue : Portugais
- Format : Couleurs - 35 mm - 1,66:1 - Mono
- Genre : drame
- Durée : 100 minutes
- Date de sortie : 1980

## Distribution
- José Wilker : Lorde Cigano
- Betty Faria : Salomé
- Príncipe Nabor : Andorinha
- Fábio Júnior : Ciço
- Zaira Zambelli : Dasdô
- Emmanuel Cavalcanti : maire
- José Márcio Passos : assistant du maire
- Carlos Kroeber : camioneur
- Joffre Soares : Zé da Luz
- Rodolfo Arena : paysan
- Catalina Bonakie : veuve
- Rinaldo Gines : chef indien